# Friedrich Lekve
Friedrich Lekve (* 26. Februar 1904 in Wesel am Rhein; † 26. August 1956) war von 1952 bis 1953 Oberbürgermeister von Hildesheim und Thelemit. Nach dem Besuch der Hauptschule in Saarbrücken absolvierte er eine Großkaufmannslehre in Hamburg. Durch die Versetzung seines Vaters, der als Regierungsbaurat tätig war, kam die Familie nach Hildesheim. Dort arbeitete Lekve bei den Wetzel Gummiwerken und brachte es im Jahre 1940 zum Verkaufsdirektor und Vorstandsmitglied.

## Politisches Engagement
Lekve gehörte zuvor dem ersten Nachkriegsrat als Ratsherr für die SPD an. 1963 wurde im inzwischen eingemeindeten Drispenstedt die Friedrich-Lekve-Straße nach ihm benannt.

## Esoterisches Engagement
Lekve war Thelemit und persönlich bekannt mit Aleister Crowley, mit dem er bis zu dessen Tode in Kontakt stand und den er auch besuchte. Er hatte den Adeptus-Major-Grad des thelemischen Ordens Astrum Argenteum inne und wurde von Aleister Crowley als IX° des Ordo Templi Orientis akzeptiert. Bis Ende der 40er Jahre wurde die Familie Lekve mit CARE-Paketen von Mitgliedern der kalifornischen Apage-Loge des Ordo Templi Orientis unterstützt. Anfang der 50er Jahre entwickelte er seine eigene Form Thelemas, die „Thelem Chassidim“, und publizierte seine thelemischen Lektionen in diese Richtung weiter. Besonderes Interesse Lekves war die jüdische Kabbalah, er war auch mit Gershom Scholem bekannt.